# Micești
Miceşti é uma comuna romena localizada no distrito de Argeş, na região de Muntênia. A comuna possui uma área de 44.00 km² e sua população era de 4377 habitantes segundo o censo de 2007.